# Sabine Schudoma
Sabine Schudoma (* 10. Mai 1959 in Berlin) ist eine deutsche Juristin, Sozialrichterin und seit August 2017 Präsidentin des Landessozialgerichtes Berlin-Brandenburg. Von 2004 bis 2017 war sie Präsidentin des Berliner Sozialgerichts, von 2012 bis 2019  Präsidentin des Verfassungsgerichtshofes des Landes Berlin.

## Beruflicher Werdegang
Schudoma wurde 1959 geboren und wuchs in West-Berlin auf. Nach dem Abitur absolvierte sie von 1977 bis 1980 eine Ausbildung im gehobenen nichttechnischen Verwaltungsdienst bei der Bundesversicherungsanstalt für Angestellte (BfA) mit dem Abschluss als Diplom-Verwaltungswirtin (FH). Danach arbeitete sie für kurze Zeit im Fremdrentendezernat der BfA. Im Sommersemester 1981 begann sie an der FU Berlin das Studium der Rechtswissenschaften. Nachdem sie im Juli 1989 das Zweite Juristische Staatsexamen bestanden hatte, wurde sie im November 1989 als Richterin auf Probe am Sozialgericht Berlin eingestellt.
In der Folge arbeitete Schudoma zunächst als Assessorin am Sozialgericht, bis sie mit Wirkung vom 30. November 1992 zur Richterin am Sozialgericht ernannt wurde. Im gleichen Jahr wurde sie auch an die Berliner Senatsverwaltung für Justiz abgeordnet, wo sie bis 1993 als Referentin tätig war. Nach zwei Mutterschaften, nach denen sie jeweils an ihre Planstelle am Berliner Sozialgericht zurückkehrte, wechselte Schudoma im November 1997 an das damals noch bestehende Landessozialgericht Berlin, wo sie zur Richterin am Landessozialgericht ernannt wurde. Im März 2001 erfolgte die Rückkehr an das Berliner Sozialgericht und die Ernennung zur Vizepräsidentin. Am 7. Mai 2004 wurde sie zur Präsidentin dieses Gerichts ernannt, das seit der Fusion der Landessozialgerichte von Berlin und Brandenburg das einzige Gericht der Sozialgerichtsbarkeit in der Stadt Berlin ist. Überdies ist das Sozialgericht mit 220 Kammern (Stand 19. Januar 2018) das größte seiner Art in Deutschland. Sabine Schudoma übte das Amt der Präsidentin bis August 2017 aus.
Auf der 10. Sitzung der 17. Wahlperiode des Berliner Abgeordnetenhauses wurde Sabine Schudoma am 8. März 2012 für die Dauer von sieben Jahren zur Präsidentin des Verfassungsgerichtshofes des Landes Berlin gewählt. Sie war von der SPD-Fraktion nominiert worden. Sie erreichte die bis dahin höchste Zustimmung bei einer derartigen Wahl: Für sie votierten 137 von 140 Abgeordneten, das entspricht 97,1 %.
Nachdem 2013 die Stelle des Präsidenten des 2005 neu geschaffenen Landessozialgerichts Berlin-Brandenburg neu ausgeschrieben wurde, war Schudoma in mehreren Bewerbungsrunden immer wieder Favoritin, konnte aber aufgrund von Formfehlern oder Rechtsmitteln von Mitbewerbern nicht ernannt werden. Zuletzt gab es einen Tag vor Ende der Einspruchsfrist gegen das Auswahlverfahren einen Eilantrag des Richters am Bundesverwaltungsgericht Peter Wysk. Dadurch blieb die Stelle jahrelang vakant, jedoch hat das Verwaltungsgericht Potsdam diesen Eilantrag mit Beschluss vom 2. Mai 2017 abgelehnt und die Auswahlentscheidung unbeanstandet gelassen. Im August 2017 wurde Schudoma schließlich zur Präsidentin des Landessozialgerichts Berlin-Brandenburg ernannt. Ihre offizielle Amtseinführung erfolgte am 19. Januar 2018.